# Bongo (Côte d'Ivoire)
Pour les articles homonymes, voir Bongo (homonymie).
Bongo est une localité du sud-est de la Côte d'Ivoire, et appartenant au département de Grand-Bassam, Région du Sud-Comoé. La localité de Bongo est un chef-lieu de commune et l'une des sous-préfectures du département.